# Paul Frère
Paul Frère va ser un pilot de curses automobilístiques belga que va arribar a disputar curses de Fórmula 1.
Paul Frère va néixer el 30 de gener del 1917 a Le Havre, França i va morir el 23 de febrer del 2008 a Saint-Paul-de-Vence, França.

## A la F1
Va debutar a la tercera temporada de la història del campionat del món de la Fórmula 1, la corresponent a l'any 1952, disputant el 22 de juny el GP de Bèlgica, que era la tercera prova del campionat.
Paul Frère va arribar a participar en onze curses (amb 1 podi) puntuables pel campionat de la F1, repartides a cinc temporades, les que van entre 1952 i 1956.
Fora de la Fórmula 1 també va guanyar les 24 hores de Le Mans de l'any 1960.

## Resultats a la Fórmula 1
| Any  | Equip          | Xassís  | Motor   | 1   | 2     | 3       | 4       | 5   | 6       | 7       | 8       | 9   | Posició | Punts |
| ---- | -------------- | ------- | ------- | --- | ----- | ------- | ------- | --- | ------- | ------- | ------- | --- | ------- | ----- |
| 1952 | Ecurie Belgue  | HWM     | HWM     | SUI | 500   | BEL 5   | FRA     | GBR | ALE Ret | HOL Ret | ITA     |     | 16      | 2     |
| 1953 | Ecurie Belgue  | HWM     | HWM     | ARG | 500   | HOL     | BEL 10  | FRA | GBR     | ALE     | SUI Ret | ITA | -       | 0     |
| 1954 | Equipe Gordini | Gordini | Gordini | ARG | 500   | BEL Ret | FRA Ret | GBR | ALE Ret | SUI     | ITA     | ESP | -       | 0     |
| 1955 | Ferrari        | Ferrari | Ferrari | ARG | MON 8 | 500     | BEL 4   | HOL | GBR     | ITA     |         |     | 15è     | 3     |
| 1956 | Ferrari        | Ferrari | Ferrari | ARG | MON   | 500     | BEL 2   | FRA | GBR     | ALE     | ITA     |     | 7è      | 6     |

### Resum
| Curses: | Victòries: | Pòdiums: | Poles: | Voltes ràpides: | Punts: |
| ------- | ---------- | -------- | ------ | --------------- | ------ |
| 11      | 0          | 1        | 0      | 0               | 11     |